# Лора Китипова
Лора Китипова (родена на 19 май 1991 г. в Стара Загора) е българска волейболистка. Тя играе на поста разпределител. Част е от Националния отброр на България. Играла е за ЦСКА (София), Левски (София), Марица (Пловдив) и клубове в Азербайджан, Германия, Италия, Русия и Румъния. Тя започва своята професионална кариера през 2007 под контрола на майка си Лариса Китипова. Когато е на 14 тя отива в София, за да играе за ЦСКА. Състезава се за украинския Прометей (Камянске), с когото става шампионка през 2021 г.

## Постижения

### С Националния отбор
- Шампионка на волейболната Евролига 2018
- Сребърен медал на волейболната Евролига 2012
- Двукратен бронзов медалист на Женской волейболната Евролига (2011, 2013)

### На клубно ниво
- Трикратна шампионка на България (2008, 2011, 2020)
- Двукратен бронзов медалист на България (2009, 2010)
- Бронзов медалист от шампионата на Азербайджан 2015
- Трикратен носител на Купата на България(2008, 2011, 2018)
- Шампион на Украйна 2021.